# (497) Iva
(497) Iva ist ein Asteroid des Hauptgürtels, der am 4. November 1902 vom Astronomen Raymond Smith Dugan in Heidelberg entdeckt wurde.